# Woody Strode
Woodrow Wilson Woolwine "Woody" Strode, född 25 juli 1914 i Los Angeles, Kalifornien, död 31 december 1994 i Glendora, Kalifornien, var en amerikansk idrottare och skådespelare.

## Roller i urval
- 1952 – Androcles och lejonet
- 1956 – De tio budorden
- 1960 – Kapten Buffalo
- 1960 – Spartacus
- 1961 – Prärie (TV-serie)
- 1961 – Två red tillsammans
- 1962 – Mannen som sköt Liberty Valance
- 1965 – Djingis Khan
- 1966 – De professionella
- 1968 – Harmonica – en hämnare
- 1968 – Shalako
- 1969 – De blodiga stövlarnas kulle
- 1972 – Maffian ger order
- 1975 – Colpo in canna
- 1977 – Familjen Macahan (TV-serie)
- 1979 – Rymdhjälten Buck Rogers (TV-serie)
- 1983 – Svarta hingsten kommer tillbaka
- 1984 – Cotton Club
- 1993 – Posse - svart uppbåd
- 1995 – Snabbare än döden